# Stora Pockers öga
Stora Pockers öga är en sjö i Ljungby kommun i Småland och ingår i Helge ås huvudavrinningsområde.